# Slottet Asparn

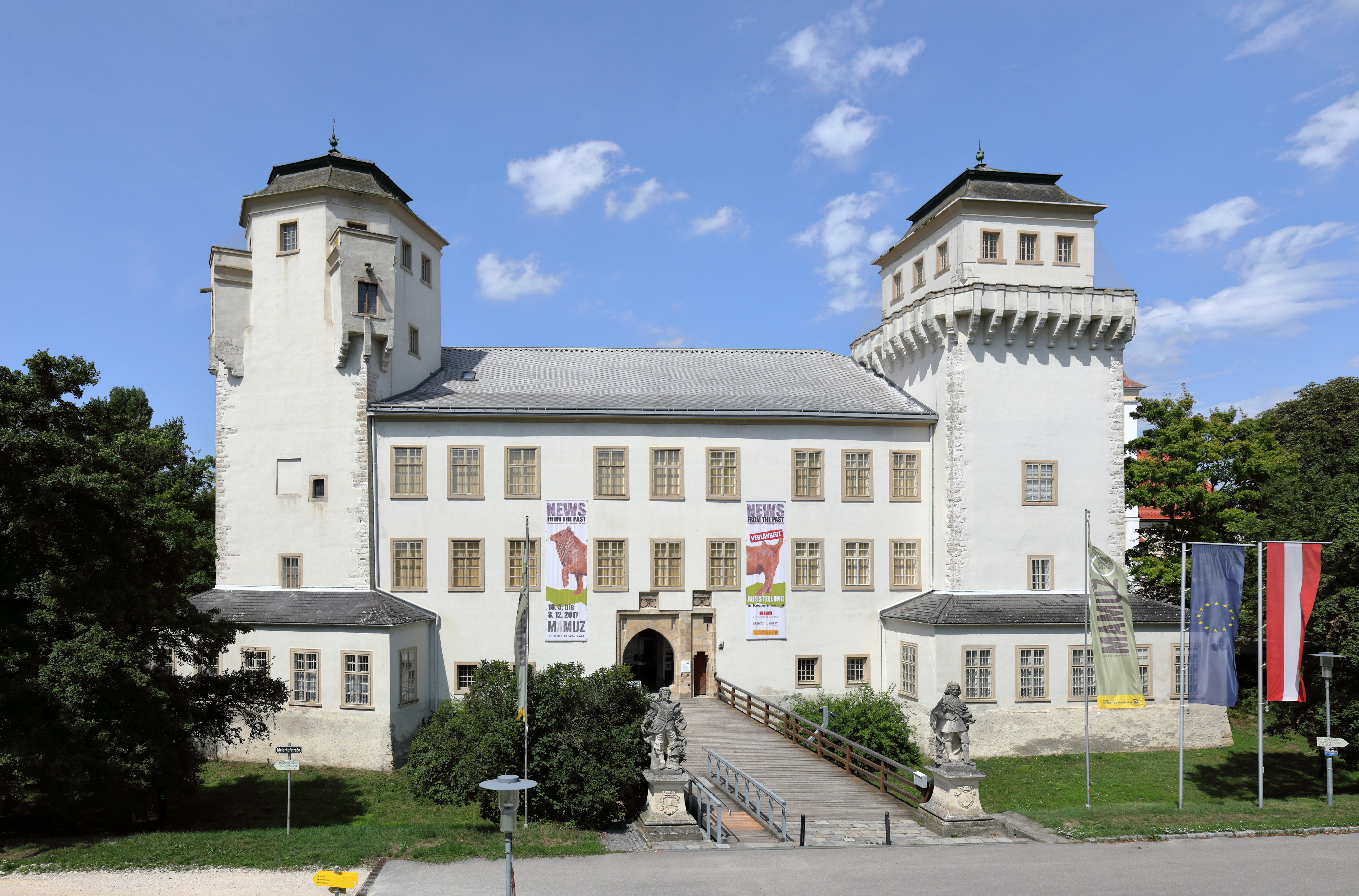
Slottet Asparn

Slottet Asparn är ett slott i den österrikiska köpingen Asparn an der Zaya i förbundslandet Niederösterreich ca 50 kilometer norr om Wien. 
Redan på 1100-talet byggdes en vattenborg i Asparn. På 1400-talet byggdes borgen om och ut till slott. 1610 köpte greve av Breuner slottet och började bygga ut slottet till residens, men 1645 förstörde svenska trupper slottet. Vid återuppbyggnaden fick slottet sitt nuvarande utseende. 
1967 hyrde förbundslandet Niederösterreich slottet och efter en omfattande renovering inrättades museet för fornhistoria, en filial till Niederösterreichs museum, i slottet. I 23 salar visas föremål från Österrikes fornhistoria från stenåldern till romartiden och i slottsparken byggdes rekonstruktioner av fornhistoriska boplatser.